# Religieuse de Monza
Pour les articles homonymes, voir La monaca di Monza.
La Religieuse de Monza (italien : Monaca di Monza) est le nom sous lequel est connue Marianna de Leyva, devenue Sœur Virginia Maria, une religieuse italienne née à Milan le 4 décembre 1575 et morte à Milan le 17 janvier 1650, protagoniste d'un célèbre scandale qui secoua Monza au début du XVIIe siècle.

## Biographie
Fille aînée d'un noble espagnol, le comte de Monza Martino de Leyva y de la Cueva-Cabrera (it), elle est contrainte par son père, à l'âge de treize ans, d'entrer comme novice dans l'ordre de Saint-Benoît ; à seize ans, elle prononce ses vœux et devient sœur Virginia Maria, du nom de sa défunte mère. Sa liaison (qui dura de 1598 à 1608) avec un homme, le comte Gian Paolo Osio, fit grand bruit et donna naissance à au moins deux enfants, un garçon mort-né ou mort en couches et une fille, qu'Osio reconnut comme sa propre fille, Alma Francesca Margherita (née le 8 août 1604), confiée à sa grand-mère paternelle, mais souvent vue par sa mère.
L'amant de sœur Virginia, qui avait déjà été condamné pour meurtre, a tué trois personnes pour dissimuler sa liaison, mais il a été découvert, condamné à mort par contumace, puis assassiné la veille de sa condamnation par un homme qu'il croyait être son ami. L'archevêque Federico Borromeo, mis au courant de l'affaire, ordonna un procès canonique contre la moniale de Monza. À l'issue de la procédure, sœur Virginia fut condamnée à être « emmurée vivante » dans la Retraite de Santa Valeria (l'endroit à l'époque le plus infâme et le plus misérable de la ville de Milan près de la Basilique Saint-Ambroise et de l'actuelle prison San Vittore), où elle passa près de quatorze années (1608-1622) enfermée dans une petite pièce (environ 1,50 x 3,50 mètres) sans presque aucune communication avec le monde extérieur, à l'exception d'une fente qui permettait l'échange d'air et l'acheminement des provisions de première nécessité. Ayant survécu à sa condamnation, elle est restée à Santa Valeria jusqu'à sa mort.
Elle fut comtesse de Monza (1600-1607) sous le règne de Philippe III d'Espagne et administra le territoire (environ trente kilomètres carrés) à partir du monastère, avec ses frères Louis, Antoine II et Jérôme (deux ans pour un),. Un autre demi-frère de Marianna fut le fils aîné de sa mère Virginia Marino, le seigneur de Sassuolo Marco Pio di Savoia, qui mourut à Modène en 1599 des suites de blessures subies lors d'une tentative d'assassinat restée impunie. Des frères de Leyva, le titre de comte de Monza passa à Don Giovanni Battista Durini en 1648 ; la dynastie des Durini gouverna Monza et son territoire jusqu'à la fin du régime féodal.
Sa notoriété est principalement due au roman Les Fiancés (I promessi sposi), dans lequel Alessandro Manzoni s'est inspiré de l'histoire, mais en a accentué les événements, modifiant par exemple la composition de la famille, la chronologie, les détails biographiques et le nom même des amants, qui sont devenus Egidio et Sœur Gertrude. Sa vie a également inspiré de nombreuses œuvres cinématographiques et théâtrales.